# Allen Guttmann
Allen Guttmann (* 13. Oktober 1932 in Chicago, Illinois) ist ein US-amerikanischer Sporthistoriker.

## Leben
Guttmann wurde 1932 als Sohn von Emile Jacob Gutmann in einer nichtreligiösen jüdischen Familie in Chicago geboren und wuchs in einem katholischen Arbeiterviertel auf. Emile Jacob Gutmann wurde von einer französischsprachigen Mutter und einem deutschsprachigen Vater aufgezogen. 1942 zog die Familie nach Miami. In den 1950er Jahren kam Allen Guttmann als Soldat der U.S. Army nach Frankfurt am Main.
Von 1955 bis 1972 war er mit Martha Britt Ellis verheiratet, 1974 heiratete er Doris Bargen. Seiner ersten Ehe entstammen zwei Kinder.
Er wurde Professor für Anglistik und Amerikanistik am Amherst College in Massachusetts. Sein Forschungsschwerpunkt ist die Sportgeschichte. Sein Buch From ritual to record wurde ins Deutsche, Italienische und Französische übersetzt. Seinen hierin geäußerten Theorien zum Ursprung des modernen Sports wurde jedoch häufig widersprochen, da seine von Max Weber auf den Sport übertragenen Merkmale der europäischen Moderne auch schon früher und in anderen Kulturen zu finden waren.

## Schriften
- Japanese Sports: A History. Honolulu 2001.
- Games and empires. Modern sports and cultural imperialism. New York 1994.
- Women's Sports: A History. New York 1991.
- From ritual to record. The nature of modern sports. New York 1978. (dt. Vom Ritual zum Rekord. Das Wesen des modernen Sports. Schorndorf 1979).
- The Jewish writer in America: Assimilation and the crisis of identity. New York 1971.
- The Wound in the Heart: America and the Spanish Civil War. New York 1962.